# Вільна російська друкарня
Вільна російська друкарня (рос. Вольная русская типография) — друкарня, заснована 1853 у Лондоні російським емігрантом, революційним демократом, письменником О.Герценом на власний кошт для систематичного позацензурного видання літератури, призначеної читачам у Російській імперії. В її організації допомогли емігранти-поляки С.Ворцель, С.Тхужевський (Тхоржевський) і Л.Чернецький, котрий виконував роботу метранпажа (пізніше, у 1860-х рр., одним із складачів друкарні працював українець А.Гончаренко). Появу в.р.д. було ознаменовано спеціальним літографованим зверненням Герцена «Братьям на Руси», де були сформульовані її основні ідейні напрями: визволення селян, гласність, підготовка опозиції абсолютистській владі, співпраця з польськими революціонерами (їхні представники взяли на себе транспортування очікуваних тиражів — насамперед через Варшаву, Київ, Одесу). В числі перших видань — прокламації «Юрьев день! Юрьев день!» і «Поляки прощают нас», а також брошура «Крещеная собственность» (всі 1853).
Спочатку в.р.д. розмістилася при Польському демократичному товаристві, наприкінці 1854 — в окремому приміщенні. Крім оперативних відозв і оголошень, випускала збірники «Полярная звезда» та «Голоса из России», газету «Колокол» із додатками, різноманітні книжки, у тому числі з біблійними текстами, документальними матеріалами, художніми творами. Для поширення своєї пропаганди, забороненої царським урядом, спиралась як на конспіративні канали, так і на можливості легальної пошти, низки приватних підприємств, торгових фірм. Щоб продукція легше долала кордони та репресивні державні бар'єри, встановлені в Європі, використовувалася (за угодою) лондонська друкарня З.Свентославського, там побачили світ копії низки публікацій в.р.д., а також спільні оригінальні проекти (зокрема, 1858 — «14 декабря и Император Николай», 1859 — «Исторический сборник Вольной русской типографии в Лондоне. Книжка первая», 1860 — «Думы. Стихотворения К. Ф. Рылеева» та ін.).
1865 переведена до Женеви (Швейцарія), 1866 — передана Л.Чернецькому. Головними діячами в ній стали друг і соратник О.Герцена М.Огарьов, російські революціонери М.Бакунін і С.Нечаєв. Серед видань цього періоду — франкомовний «Kolokol» (1868) з додатками, «Народная расправа» (1869– 70), новий «Колокол» (1870), російський переклад «Маніфесту Комуністичної партії» К.Маркса і Ф.Енгельса, «Лист до громади» І.Прижова (1869, українською мовою).
В.р.д. припинила існування 1872. Її назву 1877 перебрала друкарня народницької організації «Земля і воля» у Санкт-Петербурзі (захоплена поліцією 1879).